# Polycyrtus surinamensis
Polycyrtus surinamensis là một loài tò vò trong họ Ichneumonidae.